# Kamień (powiat opolski)
Kamień (dawniej Kamień Puławski) – wieś w Polsce położona nad Wisłą w województwie lubelskim, w powiecie opolskim, w gminie Łaziska.
Wieś królewska, położona była w drugiej połowie XVI wieku w powiecie radomskim województwa sandomierskiego. W latach 1864–1954 Kamień był siedzibą gminy Kamień. W latach 1954–1972 wieś należała i była siedzibą władz gromady Kamień. W latach 1975–1998 miejscowość należała administracyjnie do województwa lubelskiego.
Wieś stanowi sołectwo w gminie Łaziska.

## Demografia
| Rok                                                                | 1827 | 1882 | 1921 | 2003 | 2006 | 2007 | 2008 | 2009 | 2010 | 2011 | 2012 | 2013 | 2014 | 2015 |
| ------------------------------------------------------------------ | ---- | ---- | ---- | ---- | ---- | ---- | ---- | ---- | ---- | ---- | ---- | ---- | ---- | ---- |
| Liczba ludności                                                    | 445  | 401  | 572  | 445  | 394  | 388  | 382  | 367  | 353  | 347  | 348  | 342  | 339  | 334  |
| Źródło: Dane własne gminy dotyczące demografii w okresie 2003-2015 |      |      |      |      |      |      |      |      |      |      |      |      |      |      |

## Historia
Kamień w wieku XIX to wieś z folwarkiem, a także dobra w powiecie nowoaleksandryjskim, gminie Kamień, parafii Piotrowin, odległy 35 wiorst od Nowo Aleksandryi (Puław).
Według spisu z 1827 roku było tu 57 domów 445 mieszkańców, obecnie liczy 401 mieszkańców.
W XV wieku była to wieś królewska (u Długosza „Kamyn”, „Kamyen” L.B. t.II, s.512, 562).
Gmina Kamień
Gmina Kamień należy do sądu gminnego okręgu V w Opolu, gdzie i stacja pocztowa, liczyła 17307 mórg obszaru i 3729 mieszkańców. W skład gminy wchodzą: Braciejowice, Dół okrągły, Głodno, Grabowiec, Janiszew, Jarentowice, Kaliszany, Kamień, Kępa Kaliszańska, Kępa Piotrowińska, Kopanina, Kosiorów, Las Dębowy, Łaziska, Łopoczno, Niedźwiada, Ostrów, Piotrowin, Wyrwas, Zakrzew.
Charakterystyka dóbr Kamień
Dobra Kamień nad Wisłą składają się z folwarku Kamień i Kopanina, wsi Kamień, Jarantowice, Grabowiec, Dół Okrągły i Las Dębowy.
Rozległość dominalna dóbr wynosiła 2100 mórg w tym: folwark Kamień grunta orne i ogrody liczyły mórg 739, łąk mórg 74, lasu mórg 478, nieużytki i place mórg 363, razem 1655, budynków murowanych 31, z drewna 20, płodozmian 14-polowy.
Folwark Kopanina grunta orne i ogrody mórg 413, zarośli mórg 23, nieużytki i place mórg 9, razem mórg 445, bud. mur. 3, drewn. 1, płodozmian 14-polowy. Od dóbr tych w r. 1872 oddzieloną została nomenklatura Wymysłów lub Wyrwas z gruntem mórg 17.
Wsie w dobrach Kamień
W skład dóbr Kamień wchodziły obok folwarków także wsie: Wieś Kamień osad 84, z gruntem mórg 640, wieś Jarantowice osad 7, z gruntem mórg 126, wieś Grabowiec osad 13, z gr. mórg 198; wieś Dół Okrągły osad 4, z gruntem mórg 85; wieś Las Dębowy osad 45, z gruntem mórg 633.
Dobra Kamień, dawna własność Dębowskich, później Brzozowskich a ostatnio Domaszewskich, znalazły obecnie [tj.ok.roku 1880] nowego nabywcę w osobie p. Cywińskiego. Kamień należy do najpiękniejszych majątków w pow. nowoaleksandryjskim, ma bowiem glebę pszenną, obfitość łąk nadrzecznych, a nadto znajduje się tu gorzelnia, wyrabiająca za 75000 rubli srebrnych do 120000 rubli srebrnych (w 1879-80).
Według spisu z 1921 roku folwark Kamień liczył 18 domów i 233 mieszkańców, wieś Kamień 108 domów i 572 mieszkańców.

## Ważniejsze instytucje i obiekty
- biblioteka
- Ochotnicza Straż Pożarna
- szkoła podstawowa

## Komunikacja
Kamień leży na skrzyżowaniu dróg wojewódzkich:
- 747 (Iłża – Lipsko – Solec nad Wisłą – Kamień Puławski – Opole Lubelskie – Chodel – Bełżyce – Konopnica),
- 817 (Kamień – Kłudzie – Solec nad Wisłą),
- 825 (Kamień – Piotrawin – Józefów nad Wisłą).

W latach 2012–2015 powstał drogowy Most na Wiśle w Kamieniu, który połączył rozdzielone odcinki drogi wojewódzkiej nr 747 znajdujące się na terenach województw lubelskiego i mazowieckiego. Dzięki budowie mostu obecna sieć dróg pozwala z Kamienia dojechać w dowolne miejsce w Polsce.
Komunikacja publiczna obsługiwana jest przez minibusy z Opola Lubelskiego do Kraśnika. W latach poprzednich zajmowały się tym PKS Opole Lubelskie oraz (od marca 2007 do sierpnia 2016 PKS Puławy).
Do lat 60. XX wieku przez Kamień prowadziła kolejka wąskotorowa Cukrownia Opole – Piotrawin.

## Stowarzyszenia
- Stowarzyszenie Rozwoju Inicjatyw Społecznych „Wspólnota”, Kamień 120

## Osoby związane z Kamieniem Puławskim
- Izabella Cywińska